# Guerra de San Sabas
La guerra de San Sabas y San Saba (1256-1270) fue un conflicto entre las repúblicas marítimas mediterráneas de Génova (con la ayuda de Felipe de Montfort, Juan de Arsuf, y los Caballeros Hospitalarios) y Venecia (ayudada por el Conde de Jaffa y los Caballeros Templarios).

## Desarrollo
La guerra comenzó cuando los venecianos fueron expulsados de Tiro en 1256 debido a una disputa de tierras en Acre. Esas tierras pertenecían al monasterio de San Saba, pero fueron reclamadas tanto por genoveses como por venecianos. Al principio, Génova estaba claramente a la cabeza, pero los éxitos iniciales se revirtieron abruptamente cuando la república de Pisa, un viejo aliado, firmó un pacto de alianza militar de diez años con Venecia.
En 1257, el almirante veneciano Lorenzo Tiepolo rompió la cadena que guardaba la entrada del puerto de Acre y destruyó varios barcos genoveses, conquistó la tierra en disputa y destruyó las fortificaciones de San Saba. Sin embargo, fue incapaz de expulsar a los genoveses, que recibieron a 800 soldados y 50/60 balistas de refuerzo, a pesar de estar rodeados por los venecianos. Los venecianos entonces llevaron sus propias armas de sitio.
Los famosos arqueros genoveses estaban también en la lucha en Acre: la vida del conde de Jaffa se salvó porque un cónsul genovés caballerosamente prohibió a sus arqueros disparar la torre donde se encontraba. Pisa y Venecia estaban contratando hombres para sus galeras en Acre durante el sitio: el pago promedio para un pisano —o veneciano— empleado en una de las galeras era diez besantes sarracenos por un día y nueve por una noche. El bloqueo duró más de un año (tal vez doce o catorce meses), pero como el complejo de los Hospitalarios estaba muy cerca del barrio genovés, la comida llegaba a ellos con mucha facilidad, incluso procedente de lugares tan lejanos como Tiro y la tierra de Felipe de Montfort.
En ese momento, en agosto de 1257, el regente del reino, Juan de Arsuf, que había intentado inicialmente mediar entre las dos partes, confirmó un tratado con la ciudad de Ancona otorgándole derechos comerciales en Acre a cambio de la ayuda de cincuenta hombres de armas durante dos años. A pesar de que Ancona fue un aliado de Génova y Juan buscada por su tratado que los feudatarios —la mayoría de los cuales estaban fuera de juego— apoyaran a Génova contra Venecia, en última instancia, su plan fracasó y Juan de Jaffa y Juan II de Beirut "manipulando las leyes del complejo de regencia" intentaron convencer a los feudatarios del Reino de Jerusalén para que estableciesen una posición de apoyo a Venecia.  En este contaban con el apoyo del nuevo alguacil, Plaisance de Chipre, Bohemundo VI de Antioquía, y los Caballeros Templarios. En esta coyuntura, Felipe de Montfort, que había estado proporcionando alimentos a los genoveses en Acre, fue uno de los pocos partidarios de Génova.
Felipe se alojaba a una milla de distancia de Acre, en un lugar llamado «la nueva Vigny» (la Vignie Neuve) con "80 hombres a caballo y 300 arqueros de su tierra" (LXXX. hogares un chevau et.ccc. arqueros vilains de sa terre). En junio, según un plan, marchó a Acre y se unió a una banda de Hospitalarios mientras una flota genovesa atacaba la ciudad por mar.  La armada genovesa, que sumaba unas 48 galeras y cuatro veleros armados con máquinas de asedio bajo Rosso della Turca, fue derrotada rápidamente por los venecianos y los genoveses tuvieron que abandonar su barrio y retirarse con Felipe a Tiro. El conflicto desgastó a ambas repúblicas y en 1261 se firmó una frágil paz, aunque los genoveses estaban todavía fuera de Acre. El papa Urbano IV, que se había preocupado comprensiblemente por el efecto de la guerra en caso de un ataque mongol, una amenaza que pasó sin materializarse, ya organizó un consejo para restablecer el orden en el reino después de cinco años de lucha.
Mientras, los genoveses se acercaron a Miguel VIII Paleólogo, emperador de Nicea. Después de que el Tratado de Ninfeo fuera ratificado en 1261, el emperador financió cincuenta naves para combatir a los venecianos. Después de este asalto, en 1264, los venecianos volvieron a Tiro para conquistarla, pero se retiraron cuando esta recibió refuerzos.
Durante las escaramuzas continuas de la década de 1260, ambas partes emplearon soldados musulmanes, en su mayoría turcopolos, en contra de sus enemigos cristianos. En 1266, los genoveses habían hecho una alianza con Baybars para equipar algunas tropas que iban a servir en una expedición contra Acre, pero la flota genovesa prometida nunca se puso en marcha. En 1267, Génova logró capturar la Torre de moscas y bloquear el puerto de Acre durante doce días antes de ser desalojados por una flotilla de Venecia. La guerra continua entre Génova y Venecia tuvo un gran impacto negativo en la capacidad del Reino para resistir las amenazas externas a su existencia. Salvo por los edificios religiosos, la mayoría de los edificios fortificados y defendidos en Acre habían sido destruidos en un momento u otro (y Acre parecía como si hubiera sido devastado por un ejército musulmán) y de acuerdo a Rothelin, el continuador de la "Historia de Guillermo de Tiro", 20.000 hombres en total habían perdido la vida, un número espantoso teniendo en cuenta la falta de soldados de los Estados cruzados.
La guerra de San Sabas acabó en 1270 con un acuerdo de alto el fuego entre los venecianos y genoveses. En 1288, Génova finalmente regresó a su bloque en la ciudad.